# Casal Velino
Casal Velino ist eine italienische Gemeinde mit 5358 Einwohnern (Stand 31. Dezember 2023) in der Provinz Salerno in der Region Kampanien.

## Geographie

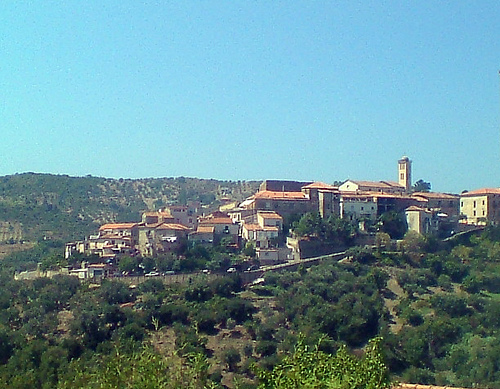
Panoramasicht auf das Zentrum

Casal Velino bedeckt eine Fläche von 31,47 km². Der Ortskern befindet sich 170 m über dem Meeresspiegel.
Die vier Ortsteile sind Acquavella, Casal Velino Marina, Fornari und Vallo Scalo. Die Postleitzahl der Ortsteile Casal Velino, Acquavella, Vallo Scalo und Fornari ist 84040, die von Casal Velino Marina ist 84050.
Die Nachbargemeinden sind Ascea, Castelnuovo Cilento, Omignano, Pollica, Salento und Stella Cilento. Seit 1991 ist der Ort Bestandteil des Nationalpark Cilento und Vallo di Diano sowie Mitglied der Costiera Cilentana.

## Bekannte Personen
- Carminantonio Lippi (* 6. Oktober 1760 in Casal Velino; † 13. Juli 1823), Geograph